# Рогозари
Рогоза́ри (болг. Рогозари) — село в Кирджалійській області Болгарії. Входить до складу общини Джебел.

## Населення
За даними перепису населення 2011 року у селі проживали 76 осіб, з них 75 осіб (98,7%) — турки.
Розподіл населення за віком у 2011 році:
Динаміка населення: